# Parallelia pauliani
Parallelia pauliani là một loài bướm đêm trong họ Erebidae.